# Igor Tadić
Igor Tadic là một cầu thủ bóng đá người Thụy Sĩ- Serbia, sinh ra ở Loznica, thi đấu cho FC Schaffhausen.